# Jabonga
Jabonga (Bayan ng Jabonga) är en kommun i Filippinerna. Kommunen ligger på ön Mindanao, och tillhör provinsen Agusan del Norte. Folkmängden uppgår till 23 184 invånare år 2015.
Jabonga är indelat i 15 barangayer.